# Oberon (opera)
Az Oberon Carl Maria von Weber egyik háromfelvonásos operája. Szövegkönyvét James Robinson Planché írta Christoph Martin Wieland Oberon című 1780-ban írt tizennégy szakaszos verses drámája, valamint Abel Seyler Hüon und Amade című librettója alapján. Ősbemutatójára 1826. április 12-én került sor a londoni Royal Covent Garden Theatre-ben. Magyarországon 1829-ben mutatták be a pesti Német Színházban.

## Szereplők
| Szereplő                                | Hangfekvés   |
| --------------------------------------- | ------------ |
| Oberon, a tündérek királya              | tenor        |
| Titania, a felesége                     | néma szerep  |
| Puck, Oberon szellem szolgája           | alt          |
| Droll, Oberon szellem szolgája          | próza        |
| Haroun al Raschid, bagdadi kalifa       | próza        |
| Reiza, a lánya                          | szoprán      |
| Fatima, Reiza szolgálója és bizalmasa   | mezzoszoprán |
| Babekan, perzsa herceg                  | próza        |
| Mesrour, háremfelügyelő                 | néma szerep  |
| Almansor, Tunisz emírje                 | próza        |
| Roshana, a felesége                     | próza        |
| Nadina, rabszolganő, Roshana szolgálója | próza        |
| Abdallah, kalóz                         | próza        |
| Palotaőrök                              | próza        |
| Nagy Károly császár                     | próza        |
| Huon de Bordeaux, Guienne hercege       | tenor        |
| Sherasmin, az apródja                   | bariton      |
| Sellők                                  | szoprán      |

## Cselekménye
Helyszín: Tündérország
Idő: mesebeli időkben

### Első felvonás
Első jelenet
Helyszín: Oberon arany palotája Tündérországban
Oberon, a tündérkirály és felesége, Titania azon vitatkoznak, vajon melyik fél állhatatosabb a szerelemben, a férfi, vagy a nő. Mivel nem tudnak megegyezni, úgy határoznak, mindaddig ők sem közelednek egymáshoz, míg egyikük olyan szerelmespárra nem bukkan, amely veszélyekkel, akadályokkal dacolva is megtartja egymásnak tett hűségi fogadalmát. A tündérkirály kedvenc szellemszolgájától, Pucktól értesül Nagy Károly lovagja, Huon de Bordeaux történetéről: a király egyik fia, Karloman herceg, megirigyelvén a lovag sikereit, orvul rátámadt, Huon azonban sikerrel védekezett. Ezt követően párbajra hívta ki ellenfelét, amelyben megölte a herceget. Az uralkodó haragjában száműzéssel felérő, szinte teljesíthetetlen megbízást adott számára. Akkor térhet csak vissza udvarába, ha Bagdadba utazik, megöli a kalifa, Haroun al Rachid balján ülő férfit, megszerzi, és feleségül veszi annak menyasszonyát, a kalifa leányát, Reizát. A hallottak felkeltik Oberon érdeklődését. Beleegyezésével Puck álmot bocsát Huon és Reiza szemére, amelyben megpillanthatják egymást és olthatatlan szerelemre lobbannak a másik iránt. Huon felébred és a látomástól elbűvölve máris indulni akar Bagdadba. Oberon tündérei közvetítésével egy varázskürtöt küld számára, ami megvédi, ha bajba kerül. Majd varázslilioma szárára ültetve gondoskodik arról is, hogy hű kísérőjével, Sherasminnal együtt biztonságban Bagdadba érhessen.
Második jelenet
Helyszín: A bagdadi palota kertje
Fatima, Reiza rabszolganője és bizalmasa elárulja Reizának, hogy a lovag már a palotában van. Miközben leszáll az este és a müezzin imára hívó hangja szól, a kalifa leánya boldogan készül a hőssel való találkozásra.

### Második felvonás
Első jelenet
Helyszín: A bagdadi palota ebédlője
A bagdadi udvarban fényes lakomát készítenek elő. Ma este mutatják be Reizát leendő párjának, a kalifa kedvenc udvaroncának, Babekan hercegnek. Utóbbi máris férjnek, s a kalifa leendő utódjának érzi magát, magabiztosan utasítja a szolgákat. Megérkezik a kalifa is, ám alig foglalják el helyüket az asztalnál, megjelenik Huon és Sherasmin. Előbbi Reizához fordul és elmondja, hogy messzi földről egyenesen érte jött, csak vele távozik és őt szeretné párjának. Reiza szemérmes pillantással válaszol szavaira, Babekan azonban kardot ránt. Huon a gyorsabb és megöli vetélytársát. Majd az Oberontól kapott varázskürtbe fúj, amelynek segítségével Reizával, Fatimával és Sherasminnal együtt sikerül elmenekülnie.
Második jelenet
Helyszín: A palota udvarán
Rövid ismeretségük is elég volt, hogy Fatima és Sherasmin is egymásba habarodjon, így már két szerelmespár készül a hajóra, amely Askalonba, a Frank Birodalomba szállítja őket.
Harmadik jelenet
Helyszín: Sziklás táj
Oberon boldog, hogy két párt sikerült révbe juttatnia, de mielőtt végleg egymáséi lehetnének, állhatatosságuk ellenőrzése céljából próbáknak szándékozik alávetni mindegyiküket. Parancsára Puck a föld, a levegő és a tenger szellemei segítségével nagy szelet támaszt, ami magával ragadja, és tehetetlen bábként sodorja a hajót, majd az egy parti sziklának csapódva megfeneklik.
Negyedik jelenet
Helyszín: Barlang a tengerparton
Huon és Reiza egy magányos szigetre vetődtek. Szerencsés partot érésükért mondott hálaimája után Huon eleség után indul. Mialatt távol van, Reiza az óceánhoz fordul. Kéri, csillapodjon le és küldjön számukra menedéket, hogy választottjával, Huonnal együtt biztos földre érhessenek. S mintha csak meghallgatásra talált volna, a távolban egy vitorla tűnik fel. Ám a hajó nem segíteni érkezik. Kalózok tanyáznak fedélzetén, akik partot érve azonnal észreveszik a magányos lányt. Elfogják, s hajójukra viszik, hogy rabszolgaként értékesítsék. Segélykiáltásaira visszaérkezik Huon is, megpróbál szembeszállni a túlerővel, de alulmarad. Leütik, s ájultan terül el a fövenyen. A kalózok a lovagot sorsára hagyva továbbindulnak. Megjelenik Oberon. Szánja pártfogoltját, hogy ilyen kegyetlen próbákkal kell bizonyítania hűségét és kitartását, de nem változtathat elhatározásán. Puckot szólítja a lelkére kötve, hogy legyen a hős őre. Parancsára a szellem hét napig tartó álmot bocsát a lovagra, ezalatt a kalózok Reizával Tuniszba érnek. Míg Huon szendereg, sellők jönnek elő a vízből és a tündérekkel együtt Oberon szórakoztatására fényes ünnepséget tartanak.

### Harmadik felvonás
Első jelenet
Helyszín: Almansor, a tuniszi emír palotájának kertje
Fatima és Sherasmin, egy másik közeli szigeten ugyancsak kalózok kezére került. Reizával együtt mindhármukat Almansor, a tuniszi emír vásárolta meg, míg azonban a kalifa leányát megtartotta magának és háremébe zárta, a másik párt Ibrahimnak, felügyelőjének ajándékozta. Huont időközben Puck szintén Tuniszba, az emír palotájának kertjébe repítette. Itt ébred föl álmából. Elsőként Fatimával és Sherasminnal találkozik, tőlük tudja meg, hogy Reiza is a palotában van. Elhatározza, hogy bármi módon is, de kiszabadítja kedvesét. A lány ezalatt szomorú szívvel gondol álmai hősére, örökre elvesztettnek tartva őt. Közben felfigyel Huonra Roshana, az emír felesége, és beleszeret a jóképű férfiba. Háremhölgyeket küld szórakoztatására, de Huon elhárítja közeledésüket. Ajándékok és ígéretek sem tudják szándékától eltéríteni. Megpróbál bejutni Reizájához, de az emír észreveszi. Mint betolakodót, elfogatja, és halálra ítéli. Reiza kegyelemért könyörög fogva tartójának: elárulja, hogy Huon valójában a jegyese. Almansor azonban hajthatatlan, sőt, mivel a leány visszautasította szerelmi közeledését, őt is halálra ítéli. Már éppen indulniuk kellene a máglyára, amikor felhangzik Oberon varázskürtje és az emír palotája egész személyzetével együtt akaratlan, szűnni nem akaró táncra perdül. A gondos Puck Reizát és Huont egy felhőre ültetve elmenekíti és egyenesen Oberon és Titania elé repíti. A tündérkirály és királynő szeretettel köszönti a párt: kitartottak egymás mellett, bizonyították az igaz szerelem létezését, így méltóak egymás kezére.
Második jelenet
Helyszín: Nagy Károly udvarában
Huon és Reiza, miként Sherasmin és Fatima is épségben megérkezik Nagy Károly palotájába. Az uralkodó megbocsát a lovagnak és elrendeli a kettős esküvő azonnali megtartását.

## Híres zeneművek
- Nyitány
- Ozean, du Ungeheuer! – Reiza óceánáriája (második felvonás)
- Ich juble in Glück und Hoffnung neu – Reiza cavatinája (harmadik felvonás)